# Residenz Ansbach

Residenz Ansbach

Die Residenz Ansbach ist der ehemalige Sitz der Markgrafen in der bayerischen Stadt Ansbach. Die barocke Vierflügelanlage wurde ab 1731 durch Markgraf Karl Wilhelm Friedrich von Leopold Retti erbaut. Hervorzuheben sind die Gotische Halle, der Festsaal und die Gemäldegalerie. Seit 1806 dient die Residenz Ansbach als Sitz der Regierung von Mittelfranken.

## Residenz

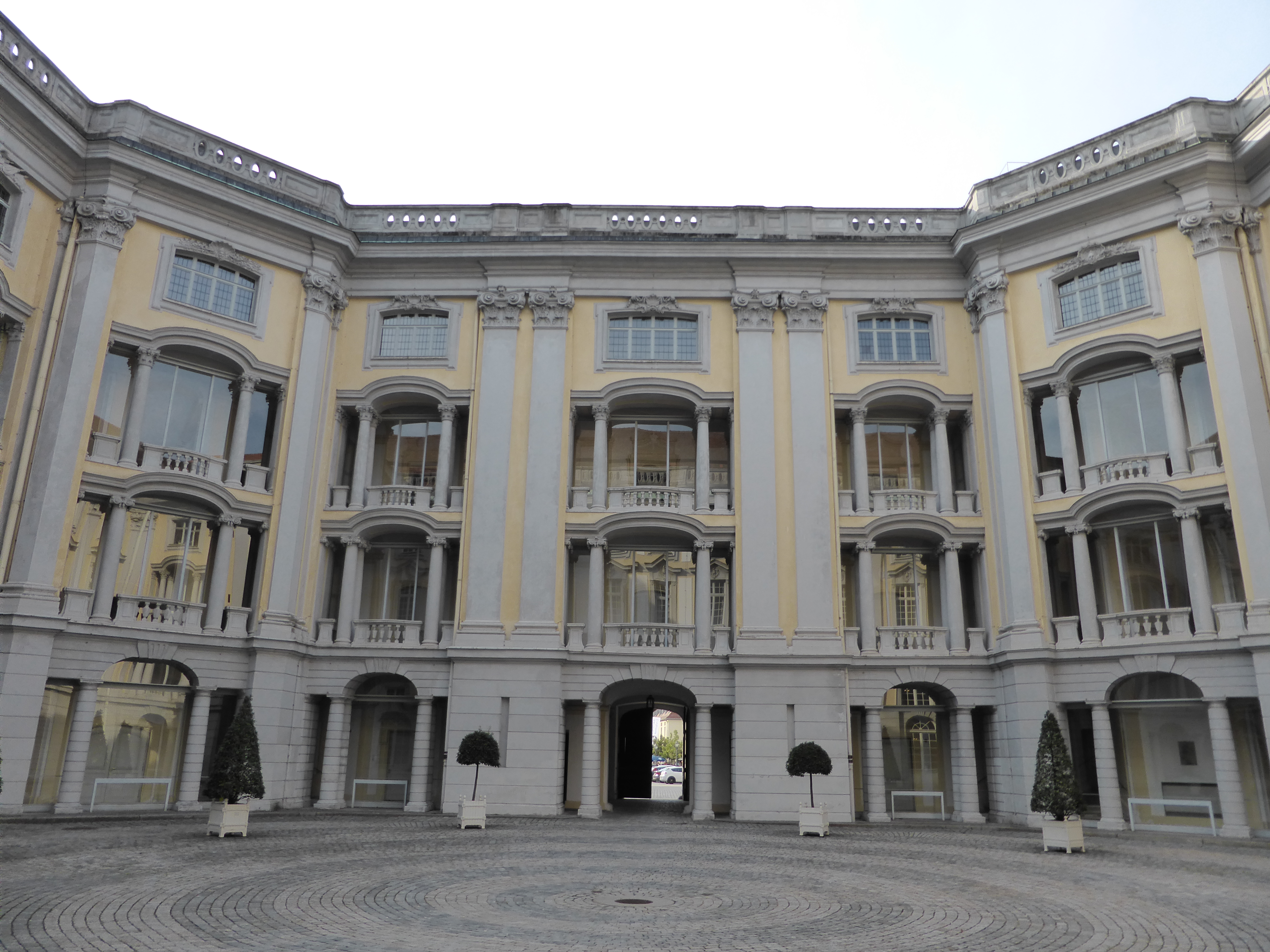
Innenhof

Die Residenz entwickelte sich aus einer mittelalterlichen Anlage. 1398 bis 1400 baute der spätere Kurfürst Friedrich I. von Brandenburg einen Stiftshof außerhalb der Stadtmauer zu einer Wasserburg aus. Die Reste sind im Nordwestflügel der heutigen Residenz erhalten. Unter Markgraf Georg Friedrich I. entstand durch den schwäbischen Architekten Blasius Berwart (1563–1589 oberster Markgräflicher Baumeister) von 1565 bis 1575 ein anspruchsvoller Residenzbau der Renaissance. Um 1565/1575 entstand ein langer Raum, heute die große Gotische Halle genannt mit ihrem Kreuzrippengewölbe. Dies zeigt deutlich, dass die Residenz kein völliger Neubau des Barock und Rokoko ist. Hier ist die größte Sammlung von Fayencen und Porzellan aus der ehemaligen Ansbacher Manufaktur ausgestellt.
Ein gutes Jahrhundert später begann die letzte große Bauphase der Residenz, 1694–1716 unter Gabriel de Gabrieli, 1719–1730 unter Carl Friedrich von Zocha und 1731–1749 unter Leopoldo Retti. Der Graubündner Baumeister de Gabrieli schuf bis 1709 den Südostflügel als Hauptfront des Schlosses und den Arkadenhof in einer dem Wiener Barock angenäherten Form. Ihr heutiges Aussehen erhielt die Residenz im Wesentlichen unter Baumeister Retti. Die ebenfalls von ihm entworfene Innenausstattung stammt aus der Zeit zwischen 1734 und 1745. Auch die weiteren Umbauten unter Markgraf Alexander blieben in den Konventionen des Rokoko, obwohl Schnitzer wie der Hofschreiner Johann Christoph Berg durchaus mit den Stilformen des frühen Klassizismus vertraut waren, so dass sich die Beletage heute fast ausschließlich im Geschmack des Rokoko präsentiert. Dass gerade dieser Zeitzustand erhalten ist, rührt daher, dass der letzte Markgraf von Brandenburg-Ansbach 1791 die Residenz bei seiner Abdankung dem Königreich Preußen übergab. Da das Schloss ab diesem Zeitpunkt kein Herrschersitz mehr war, mussten die Räume auch nicht mehr nach dem Geschmack ihrer Bewohner modernisiert werden.
Sehenswert sind das Deckenfresko von Carlo Carlone im Festsaal, die Gemäldegalerie des Rokoko mit Werken aus der ehemaligen markgräflichen Galerie, der mit 2800 Keramikfliesen ausgekleidete Gekachelte Saal und das mit Meißner Porzellan dekorierte Spiegelkabinett. Die Gemäldegalerie ist eine Außenstelle der Bayerischen Staatsgemäldesammlungen. Von hohem kulturhistorischen Wert sind drei barocke Pferdepräparate, die seit 2020 in der Dauerausstellung „Kein Fürst ohne Pferd“ neben dem Gardesaal neu präsentiert werden. Heute ist die Residenz ein Schlossmuseum der Bayerischen Schlösserverwaltung und beherbergt zudem die Regierung von Mittelfranken.

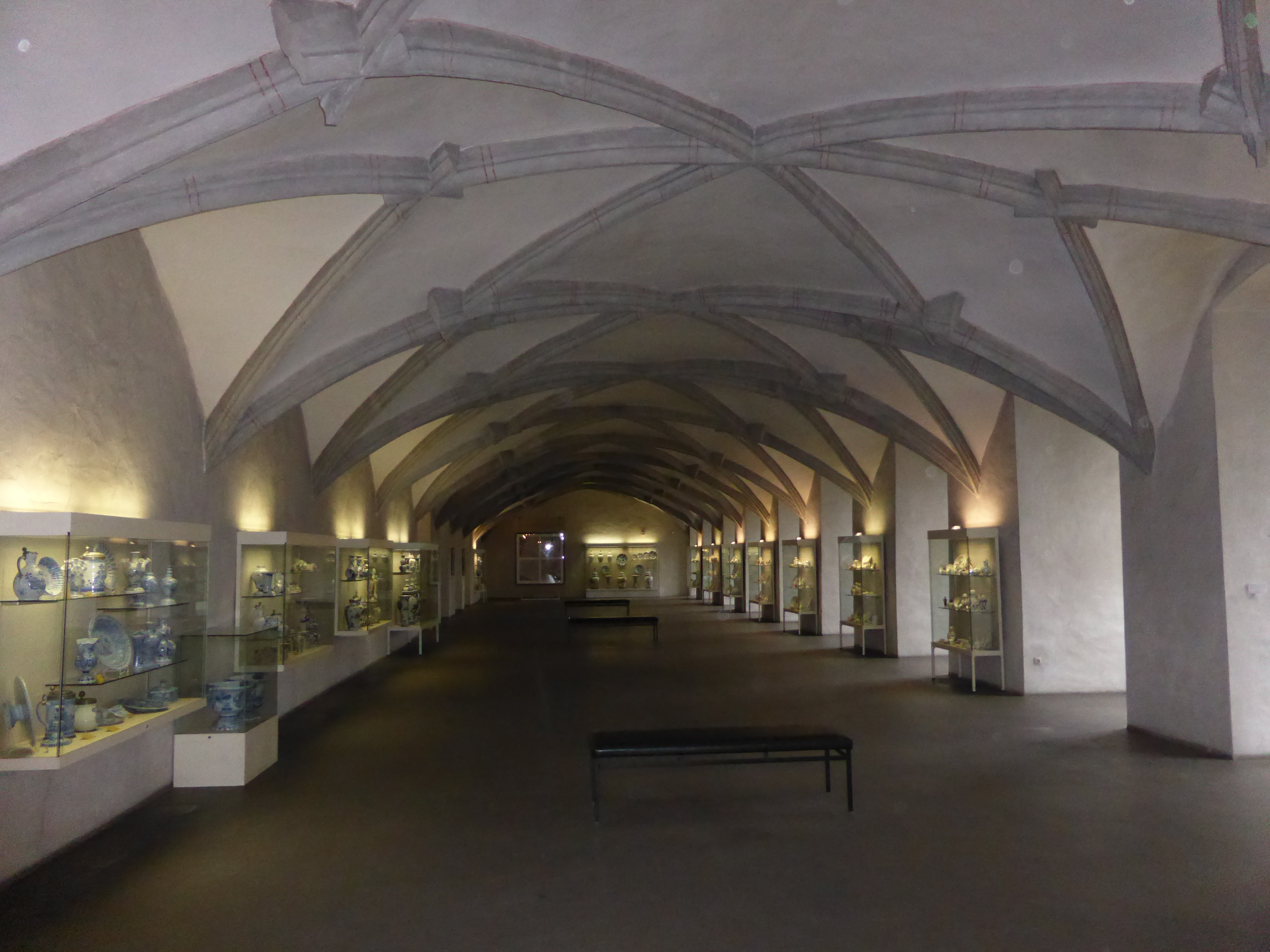
Gotische Halle
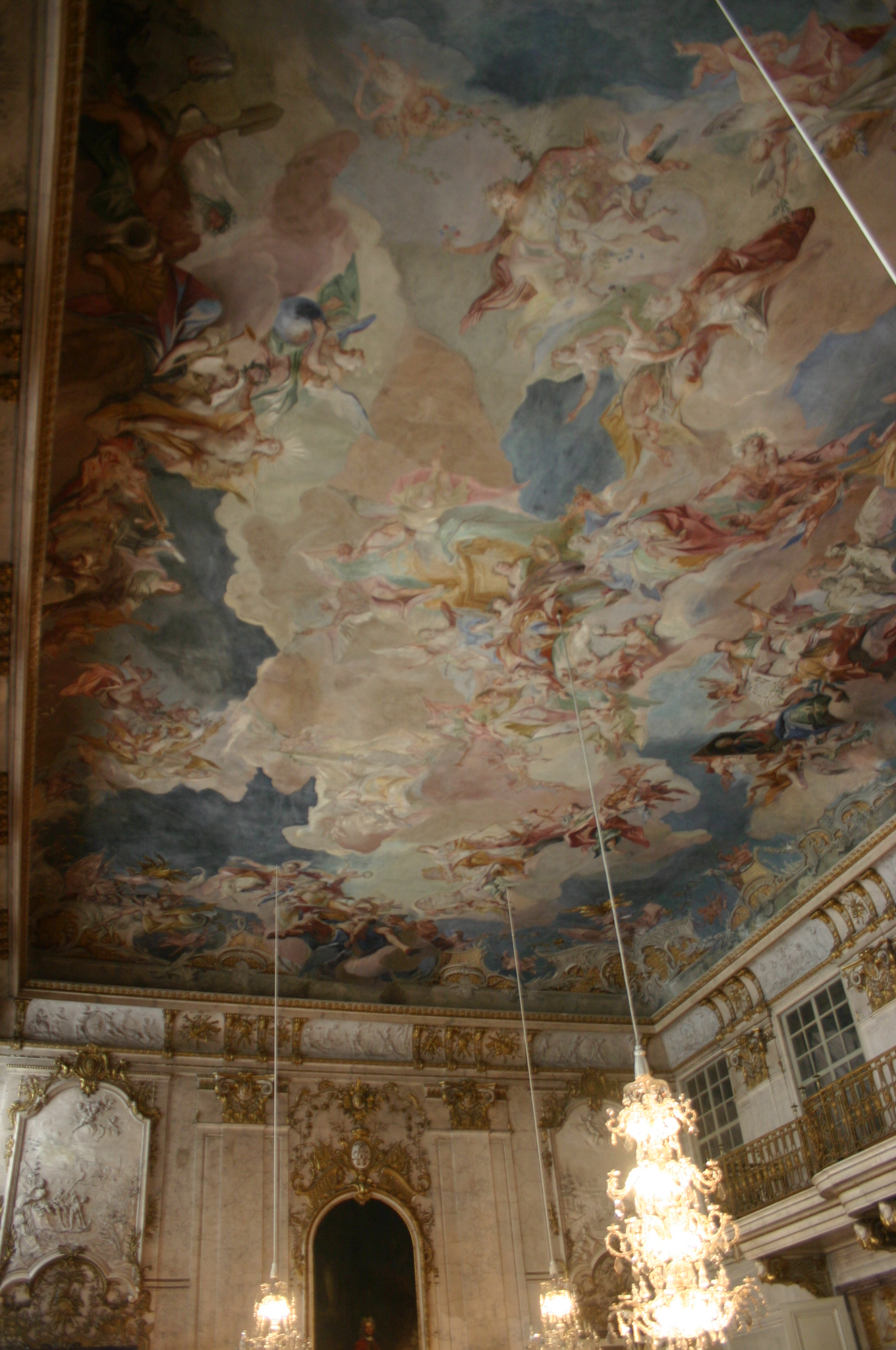
Festsaal
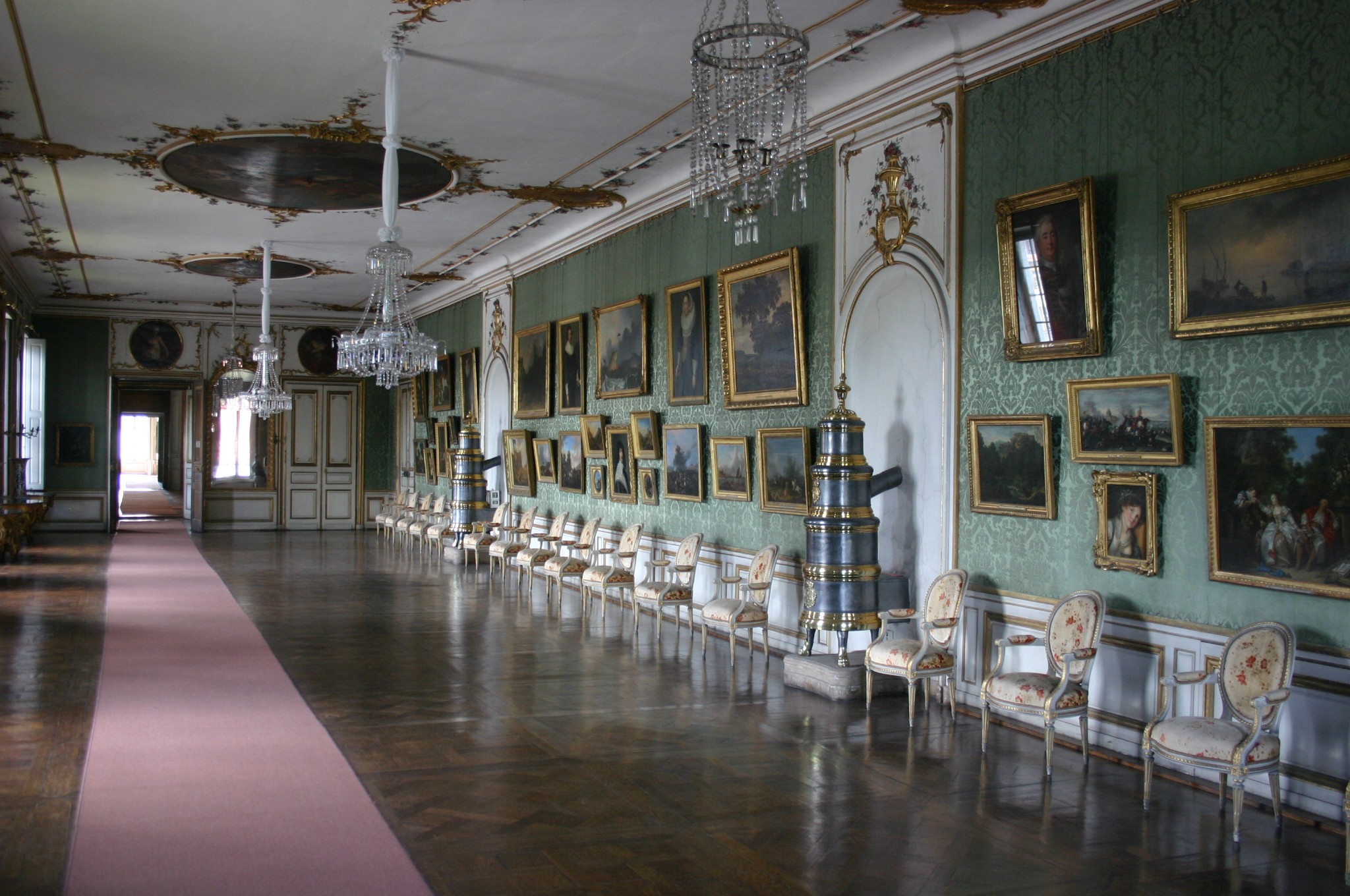
Gemäldegalerie

## Hofgarten

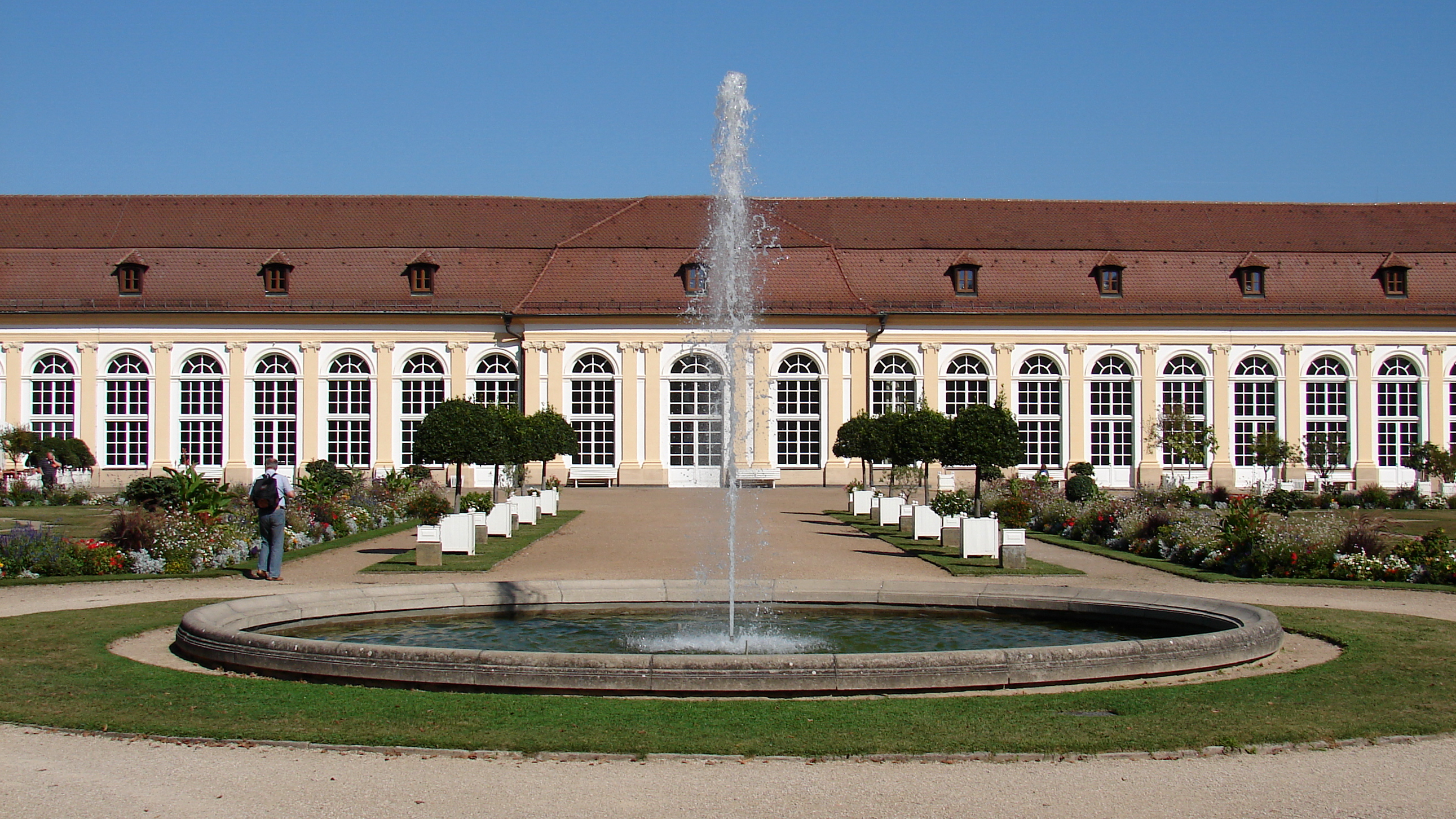
Hofgarten

Gegenüber der Residenz liegt der dazugehörige Hofgarten. Erste Erwähnung fand eine dort befindliche Gartenanlage Anfang des 16. Jahrhunderts im Kräuterbuch von Leonhart Fuchs. Zwischen 1723 und 1750 wurde sie als Barockgarten gestaltet. Ein Kräutergarten mit vielen Heilpflanzen sowie ein Citrushaus zur Überwinterung der Kübelpflanzen sind sehenswert. Da der Hofgarten nicht axial an der Residenz ausgerichtet ist, schuf der damalige Oberbaudirektor Carl Friedrich von Zocha mit der schlossähnlichen Orangerie ein selbständiges architektonisches Zentrum für die Gartenanlage. Der Bau wurde 1726 nach Zochas Plänen begonnen und war 1730 im Rohbau fertig. Beim Besuch Friedrichs des Großen im September 1743 scheint er jedoch noch immer unvollendet gewesen zu sein.
1825 wurde ein Denkmal für den Ansbacher Dichter Johann Peter Uz (1720–1796) mit einer von Carl Alexander Heideloff geschaffenen Bronzebüste errichtet. Unweit davon erinnert ein kleiner gotisierender Pfeiler an Kaspar Hauser, der am 14. Dezember 1833 im Hofgarten zu Tode kam. Während der Luftangriffe auf Ansbach zwischen April 1942 und Februar 1945 wurden auch der Hofgarten und die Orangerie schwer beschädigt. Nach dem Zweiten Weltkrieg erfolgte eine Neuanlage der Grünflächen im Barockstil und eine Rekonstruktion der Orangerie. Alljährlich finden im Hofgarten die Rokoko-Festspiele statt, die das höfische Leben zur Zeit des Markgrafen Karl Wilhelm Friedrich (Brandenburg-Ansbach) zeigen.